# کرست‌وود (میزوری)
کرست‌وود (به انگلیسی: Crestwood) شهری در شهرستان سنت لوئیس ایالت میزوری است که جمعیت آن در سرشماری سال ۲۰۱۰ میلادی ۱۱٫۹۱۲ نفر بوده است.